# Giulio Cesare Sonzogno
Giulio Cesare Sonzogno (* 24. Dezember 1906 in Mailand; † 23. Januar 1976 ebenda) war ein italienischer Komponist und Musikpädagoge.

## Leben und Werk
Giulio Cesare Sonzogno stammt aus der Musikverlegerfamilie Sonzogno. Er studierte in Mailand Violoncello und Komposition.
Giulio Cesare Sonzogno leitete ab 1958 die Scuola musicale in Mailand.
Er schrieb unter anderem die Opern Regina Uliva (Mailand 1949) und I Passeggeri (1958), die Ballette Leggenda Scandinava (San Remo 1933), L’amore delle tre melarance (Mailand 1936), Bianco e Nero (1955), die Orchesterwerke Lago di Braies (1930), Dai nevai dell’Ortler (1931), Quadri rustici für kleines Orchester (1932), Il Negro für Violoncello und Orchester (1935) die Messe für Soli, Chor und Orchester (1939), die Bühnenmusik zu Hugo von Hofmannsthals Jedermann (1933), die Pastorale allegro ed aria für Streichquartett und Klavier (1938) und den Tango für Orchester 1935 sowie einige Filmmusiken.